# Nestoriusz
Nestoriusz (ur. 384, zm. 451) – chrześcijański mnich z Syrii, teolog, mówca i kaznodzieja.
Jako arcybiskup Konstantynopola (428–431) bezwzględnie zwalczał arianizm i macedonianizm. Opierając się na naukach Diodora z Tarsu i Teodora z Mopsuestii walczył przeciw herezji apolinaryzmu, głoszącej, że człowieczeństwo Jezusa nie było pełne, co doprowadziło go do przekonań dokładnie odwrotnych. Powstały w ten sposób pogląd od imienia jego twórcy nazwano nestorianizmem. Pełny jej wykład Nestoriusz dał w publicznym wystąpieniu na Boże Narodzenie 429.
Nauka Nestoriusza wzbudziła sprzeciw większości wiernych świeckich i duchownych. Głównym jej przeciwnikiem, zarówno ze względów doktrynalnych, jak i prestiżowych, stał się patriarcha Aleksandrii Cyryl, który pozyskał dla swego stanowiska papieża Celestyna i władze świeckie. Na skutek jego zabiegów cesarz Wschodu Teodozjusz II już pod koniec 430 zwołał do Efezu sobór powszechny, który obradował od czerwca do września 431.
Nestoriusz wraz ze swoimi uczniami uczestniczył w tym soborze, który ostatecznie okazał się dla niego zupełną porażką. Nauka Nestoriusza została potępiona jako herezja. On sam został pozbawiony godności patriarszej. Cesarz zarządził wygnanie go do Bostry w Arabii, a potem do klasztoru w egipskiej Wielkiej Oazie. Tam Nestoriusz zmarł jako wygnaniec i więzień, nie wyrzekłszy się jednak swych przekonań. Jego prace teologiczne z tego okresu spalono po jego śmierci.